# Erich von Stroheim
Erich Oswald Stroheim (ur. 22 września 1885 w Wiedniu, zm. 12 maja 1957 w Maurepas) – austriacki aktor, reżyser, scenarzysta i producent filmowy pochodzenia żydowskiego. Pracował zarówno w Europie, jak i w Stanach Zjednoczonych.

## Życiorys
Był synem żydowskiego kapelusznika. Po odbyciu krótkiej służby wojskowej w Austrii ok. 1908 wyemigrował do Ameryki.
Pierwsze kroki w kinie stawiał w filmach Davida Warka Griffitha, m.in. jako asystent i aktor w filmach Narodziny narodu (1915) i Nietolerancja (1916). Następnie sam zajął się reżyserią, występując w niektórych swoich filmach jako aktor. Do jego najsłynniejszych filmów niemych należą: Ślepi mężowie (1919), Szalone żony (1922), Wesoła wdowa (1925), Marsz weselny (1928) i Królowa Kelly (1929).
Za jego największe dzieło uważa się Chciwość (1924), duszny dramat obnażający ludzką żądzę pieniądza. Do historii kina weszły kulminacyjne sekwencje, rozegrane w scenerii kalifornijskiej Doliny Śmierci.
Odsunięty przez producentów od reżyserii, zarabiał na życie jako aktor. Występował w filmach amerykańskich i francuskich. Najczęściej grywał role majętnych baronów i dystyngowanych dżentelmenów. Również w życiu prywatnym twierdził, że wywodzi się z arystokracji i tytułował się hrabią.
W kinie dźwiękowym stworzył dwie wybitne kreacje: w Towarzyszach broni (1937) Jeana Renoira zagrał kapitana von Rauffensteina. Natomiast u Billy’ego Wildera w filmie Bulwar Zachodzącego Słońca (1950) wcielił się w postać kamerdynera Maxa von Mayerlinga. Za rolę tę, w której pojawiły się elementy autobiograficzne, otrzymał nominację do Oscara. Jego ostatnią rolą filmową był występ w dramacie historycznym Napoleon z 1955 roku.
Był trzykrotnie żonaty. Miał dwóch synów. Ostatnie lata życia spędził we Francji, tam też zmarł w wieku 71 lat. Na kilka miesięcy przed śmiercią został odznaczony francuską Legią Honorową za wybitne zasługi dla francuskiej kultury.

## Filmografia

### Reżyser
- 1919: Ślepi mężowie
- 1920: Diabelski paszport
- 1922: Szalone żony
- 1923: Małżeńska karuzela
- 1924: Chciwość
- 1925: Wesoła wdowa
- 1928: Marsz weselny
- 1929: Królowa Kelly
- 1929: Wielki Gabbo
- 1933: Hello, Sister

### Scenarzysta
- 1919: Ślepi mężowie
- 1920: Diabelski paszport
- 1922: Szalone żony
- 1923: Małżeńska karuzela
- 1924: Chciwość
- 1925: Wesoła wdowa
- 1928: Marsz weselny
- 1928: Burza
- 1933: Hello, Sister
- 1936: Diabelska lalka
- 1937: Zaufaj mi
- 1938: Gibraltar
- 1940: I Was an Adventuress
- 1948: Danse de mort

### Aktor
- 1915: Ghosts – Epizod
- 1915: Narodziny narodu – Mężczyzna spadający z dachu
- 1915: The Failure – Gość na przyjęciu
- 1915: Old Heidelberg – Lutz
- 1915: Captain Macklin – Oficer na koniu
- 1915: The Country Boy – Gość w restauracji
- 1916: His Picture in the Papers – Gangster
- 1916: The Flying Torpedo – Wspólnik
- 1916: Makbet
- 1916: The Social Secretary – Stary złośliwiec
- 1916: Nietolerancja – Faryzeusz
- 1917: Panthea – Porucznik
- 1917: Who Goes There?
- 1917: Draft 258
- 1917: Reaching for the Moon – Adiutant księcia Badinoffa
- 1917: In Again, Out Again – Oficer
- 1917: Sylvia of the Secret Service
- 1918: The Unbeliever – Por. Kurt von Schnieditz
- 1918: The Hun Within – Von Bickel
- 1918: The Heart of Humanity – Eric von Eberhard
- 1918: Serce świata –  Adiutant von Strohma
- 1919: Ślepi mężowie – Porucznik von Steuben
- 1922: Szalone żony – hrabia Wladislaw Sergius Karamzin
- 1923: Dusze na sprzedaż – celebryta
- 1924: Chciwość – sprzedawca balonów
- 1928: Marsz weselny – książę Nicki von Wildeliebe-Rauffenburg
- 1929: Wielki Gabbo – Wielki Gabbo
- 1930: Trzy twarze Wschodu – Valdar / Schiller Blecher
- 1931: Przyjaciele i kochankowie – pułkownik Victor Sangrito
- 1932: Eskadra straceńców – Arthur von Furst
- 1932: Jaką mnie pragniesz – Karl Salter
- 1934: Crimson Romance – Wolters
- 1934: Fugitive Road – Hauptmann Oswald Von Traunsee
- 1935: Zbrodnia doktora Crespi – Dr. Andre Crespi
- 1937: Towarzysze broni – major von Rauffenstein
- 1937: L’Alibi – Winckler
- 1937: Żółte cienie – król Tchou
- 1937: Marthe Richard au service de la France – Von Luedow
- 1937: Under Secret Orders – pułkownik W. Mathesius / Simonis
- 1938: Gibraltar – Marson
- 1938: Porwanie w Saint-Agil – Walter
- 1938: L’Affaire Lafarge – Denis
- 1938: Ultimatum – Generał Simovic
- 1939: Rappel immédiat – Kapt. Stanley Wells
- 1939: Derrière la façade – Eric
- 1939: Le Monde tremblera – Emil Lassere / Monsieur Frank
- 1939: Sidła –  Pears
- 1940: Menaces – prof. Hoffman
- 1940: I Was an Adventuress – Andre Desormeaux
- 1940: Tempête – Korlick
- 1941: So Ends Our Night – Brenner
- 1942: Macao, l’enfer du jeu – Werner von Krall
- 1943: Pięć grobów na drodze do Kairu – feldmarszałek Erwin Rommel
- 1943: Blask na wschodzie – dr von Harden
- 1944: The Lady and the Monster – prof. Franz Mueller
- 1944: Storm Over Lisbon – Deresco
- 1945: The Great Flamarion – Wielki Flamarion
- 1945: Scotland Yard Investigator – Carl Hoffmeyer
- 1946: La Foire aux chimères – Frank Davis
- 1946: The Mask of Diijon – Dijon
- 1946: On ne meurt pas comme ça – Eric von Berg
- 1948: Danse de mort – Edgar
- 1949: Portret zabójcy – Eric
- 1949: Le Signal rouge
- 1950: Bulwar Zachodzącego Słońca – Max Von Mayerling
- 1952: Alraune – Jacob ten Brinken
- 1953: Minuit... Quai de Bercy – prof. Kieffer
- 1953: L’Envers du paradis – William O’Hara
- 1953: Alerte au sud – Conrad Nagel
- 1955: Série noire – Sacha Zavaroff
- 1955: La Madone des sleepings
- 1955: Napoleon – Ludwig van Beethoven
- 1958: Facetka

### Producent
- 1919: Ślepi mężowie
- 1925: Wesoła wdowa
- 1929: Królowa Kelly

### Kostiumy
- 1915: Ghosts
- 1925: Wesoła wdowa
- 1928: Marsz weselny

### Scenograf
- 1916: His Picture in the Papers
- 1917: In Again, Out Again
- 1919: Ślepi mężowie
- 1920: Diabelski paszport
- 1924: Chciwość
- 1928: Marsz weselny